# Deux jours à tuer
Deux jours à tuer è un film del 2008 diretto da Jean Becker.